# Dinera latigena
Dinera latigena är en tvåvingeart som först beskrevs av Fritz Isidore van Emden 1947.  Dinera latigena ingår i släktet Dinera och familjen parasitflugor.
Artens utbredningsområde är Malawi. Inga underarter finns listade i Catalogue of Life.